# Park Chan Ho
Park Chan Ho (en hangul, 박찬호; Gongju, 28 de julio de 1973) es un beisbolista surcoreano. Juega para Hanwha Eagles  como lanzador.

## Trayectoria
Arribó a Estados Unidos el año 1994 contratado por Los Angeles Dodgers, convirtiéndose en el primero de su nacionalidad en llegar a las Grandes Ligas de Béisbol. Dejó esta organización la temporada de 2001 con un total de 80 victorias y 54 derrotas, y un promedio de carreras limpias permitidas (ERA) de 3,80. Posteriormente pasó a formar parte de Texas Rangers (2002-2005), San Diego Padres (2005-2006), New York Mets (2007) y otra vez Los Angeles Dodgers en 2008. 
En la temporada 2009 firmó para Philadelphia Phillies logrando participar en la Serie Mundial en cuatro partidos como relevista. Para 2010 formó parte de New York Yankees donde logró una marca de 2-1, y ERA de 5,60 en 29 juegos; esa misma temporada fue transferido a Pittsburgh Pirates.
```
Aparición especial en el dorama Start-Up (tvN / 2020) -  (Episodio.8,12)
```

## Apariciones

### Programas de televisión
| Año              | Título              | Notas                              |
| 2019             | Master in the House | (ep.91-92) - invitado              |
| ---------------- | ------------------- | ---------------------------------- |
| 2008, 2010, 2011 | 2 Days & 1 Night    | (Ep. 73 - 75, 123, 205) - invitado |

2020||[(start up)]|| el mismo<ref>